# Del McCoury
Delano Floyd "Del" McCoury, född 1 februari 1939 i York, Pennsylvania, är en amerikansk bluegrassmusiker. Han är ledare för bandet The Del McCoury Band, i vilket även hans söner Ronnie och Rob ingår.

## Diskografi (urval)
Del McCoury
- 1968 – Del McCoury Sings Bluegrass (med Billy Baker och Bill Emerson)
- 1968 – I Wonder Where You Are Tonight
- 1971 – Collector's Special
- 1971 – Livin' on the Mountain
- 1974 – Our Kind of Grass
- 1976 – Del McCoury
- 1988 – Don't Stop the Music
- 1999 – For the Love of God, Man, Let Your Sons Sing or Something! (med Ronnie McCoury)
- 2004 – High Lonesome and Blue (samlingsalbum)
- 2009 – Celebrating 50 Years (samlingsalbum)

Del McCoury and The Dixie Pals
- 1972 – High on a Mountain
- 1975 – Del McCoury and the Dixie Pals
- 1980 – Live in Japan
- 1981 – Take Me To the Mountains
- 1983 – The Best of Del McCoury and the Dixie Pals
- 1985 – Sawmill
- 2004 – Classic Bluegrass

The Del McCoury Band
- 1992 – Blue Side of Town
- 1993 – A Deeper Shade of Blue
- 1996 – The Cold Hard Facts
- 1999 – Family
- 2001 – Del and the Boys
- 2003 – It's Just the Night
- 2005 – The Company We Keep
- 2006 – The Promised Land
- 2008 – Moneyland
- 2009 – Family Circle
- 2011 – American Legacies (med Preservation Hall Jazz Band)
- 2012 – Old Memories: The Songs of Bill Monroe

Övrigt
- 1987 – The McCoury Brothers (The McCoury Brothers)
- 1998 – Del Doc & Mac (med Doc Watson och Mac Wiseman)
- 1999 – The Mountain (The Del McCoury Band och Steve Earle)
- 2007 – Little Mo'McCoury (Ronnie McCoury och The Del McCoury Band)